# 木暮正夫 (工学者)
木暮 正夫（こぐれ まさお）は、日本の経営工学者。東京工業大学名誉教授。品質管理が専門で、TQCの権威として知られた。元日本品質管理学会会長。

## 人物・経歴
1939年東京工業大学機械工学科卒業。同年大日本帝国海軍第2期短期技術科士官任官、海軍砲術学校入校。
1957年東京工業大学工学博士。1970年日本経営工学会会長。1978年日本品質管理学会会長。東京工業大学教授、広島大学教授、東京工業大学名誉教授を歴任した。昭和54年度日本経営工学会論文賞受賞。日本における品質管理の黎明期から活動し、TQCの権威として知られた。

## 著書
- 『経営管理の合理化』（日本経営学会編）同文館 1952年
- 『超硬バイトの寿命とその試験 : 超硬バイトの寿命に関する研究』日刊工業新聞社 1957年
- 『現代経営学講座 第5巻（生産管理の理論と方式）』（古川栄一, 高宮晋共編）有斐閣 1964年
- 『工程能力の理論とその応用』日科技連出版社 1975年
- 『日本のTQC : その再吟味と新展開』日科技連出版社 1988年